# Limanowa (Landgemeinde)
Die  gmina wiejska Limanowa [lʲima'nɔva] ist eine selbständige Landgemeinde im Powiat Limanowa in der Woiwodschaft Kleinpolen in Polen. Ihr Sitz befindet sich in der Stadt Limanowa. Sie hat eine hat eine Fläche von 152,4 km², auf der 25.797 Menschen leben (31. Dezember 2020).

## Geschichte
In den Jahren 1975 bis 1998 gehörte die Gemeinde zur Woiwodschaft Nowy Sącz.

## Gliederung
Zu der Landgemeinde gehören folgende 21 Ortschaften mit 23 Schulzenämtern:
Bałażówka
Kanina
Kisielówka
Kłodne
Koszary
Lipowe
Łososina Górna
Makowica
Męcina
Młynne
Mordarka
Nowe Rybie
Pasierbiec
Pisarzowa
Rupniów
Siekierczyna (Siekierczyna I & II)
Sowliny
Stare Rybie
Stara Wieś (Stara Wieś I & II)
Walowa Góra
Wysokie